# 加夫恩島

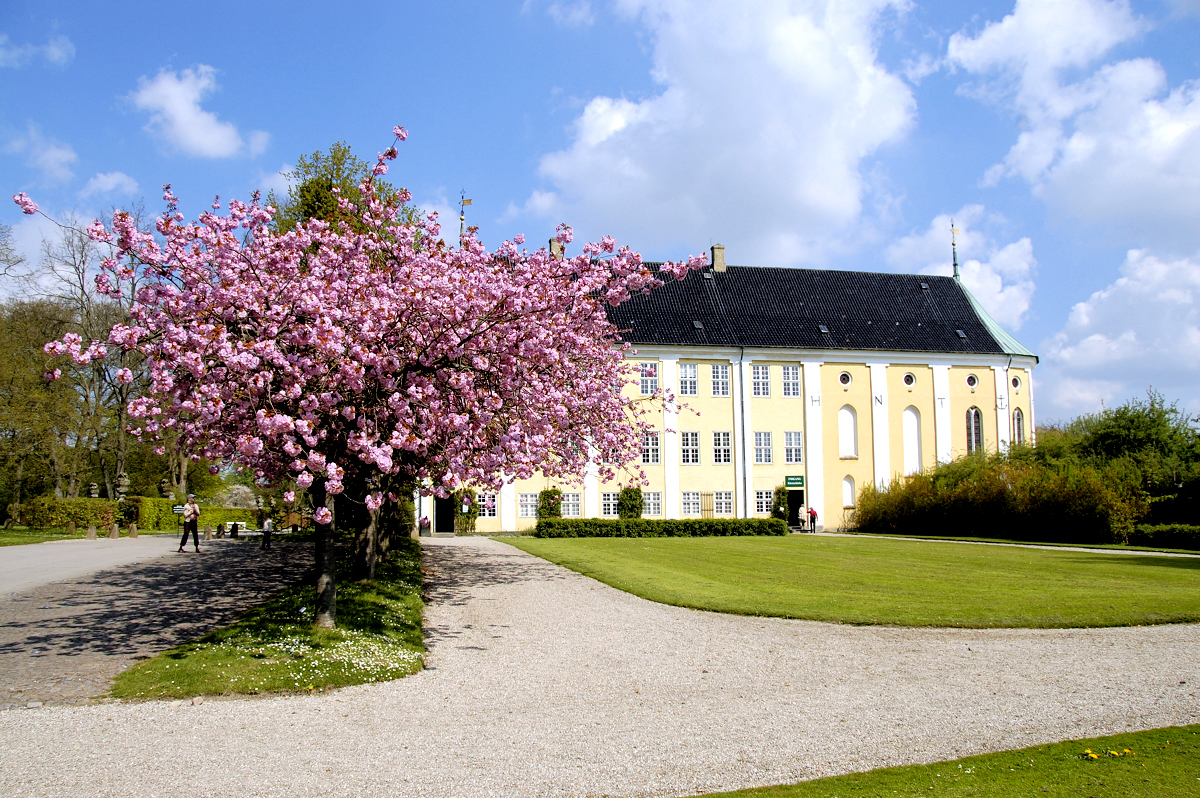

加夫恩島是丹麥的島嶼，位於西蘭島以西的波羅的海，由西蘭大區負責管轄，距離奈斯特韋茲約6公里，面積5.6平方公里，2010年人口57。

## 外部連結
- Gavnø official site

55°11′19″N 11°43′28″E / 55.18861°N 11.72444°E